# Lancia Phedra
Lancia Phedra – samochód osobowy typu minivan klasy średniej produkowany przez włoską markę Lancia we współpracy z Peugeotem, Fiatem i Citroënem w latach 2002–2010.

## Historia i opis modelu

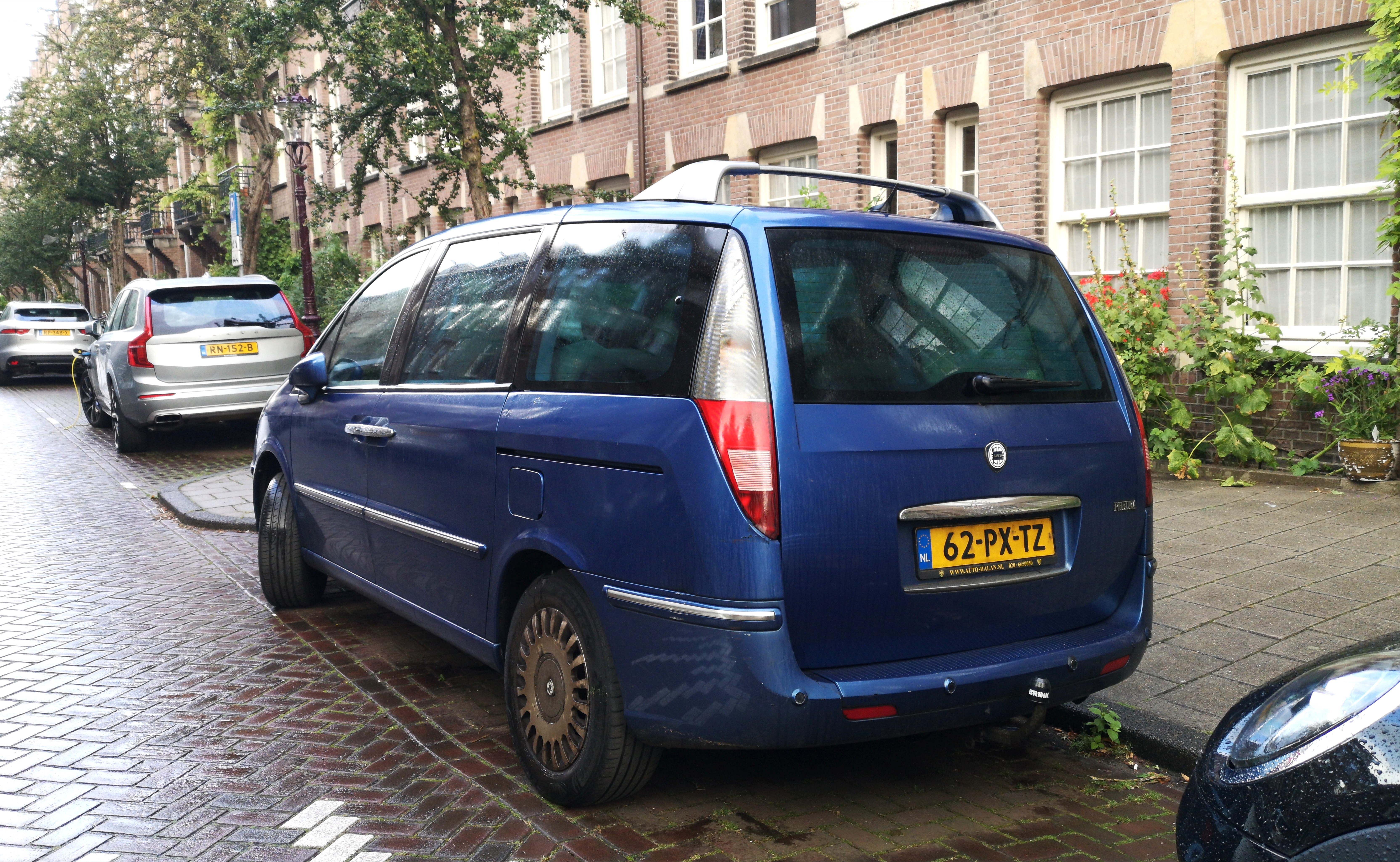
Lancia Phedra - tył

Auto powstało w ramach projektu „Eurovan” realizowanego przez firmy Peugeot, Citroen, FIAT oraz Lancia w ramach spółki Sevel Nord. Pojazdy produkowano we francuskiej fabryce w Hordain, gdzie łączna liczba produkowanych aut sięga 200 tysięcy pojazdów rocznie.
Lancia Phedra zastąpiła model Zeta. Z całej czwórki Phedra była najbardziej luksusowym i prestiżowym modelem. Z tego powodu jest ona najrzadziej spotykanym pojazdem z całej czwórki na rynku wtórnym. Model ten nie był oficjalnie dostępny na polskim rynku. 
Pod koniec 2007 roku auto przeszło delikatny lifting polegający na wprowadzeniu nowych odcieni lakieru oraz bogatszych wersji wyposażeniowych. Zmianie uległa też atrapa przednia.
Produkcję modelu zakończono w 2010 roku, a jako następcę przystosowano do europejskich wymogów Chryslera Grand Voyagera, który oferowano jako Lancię Voyager.

### Wersje wyposażeniowe

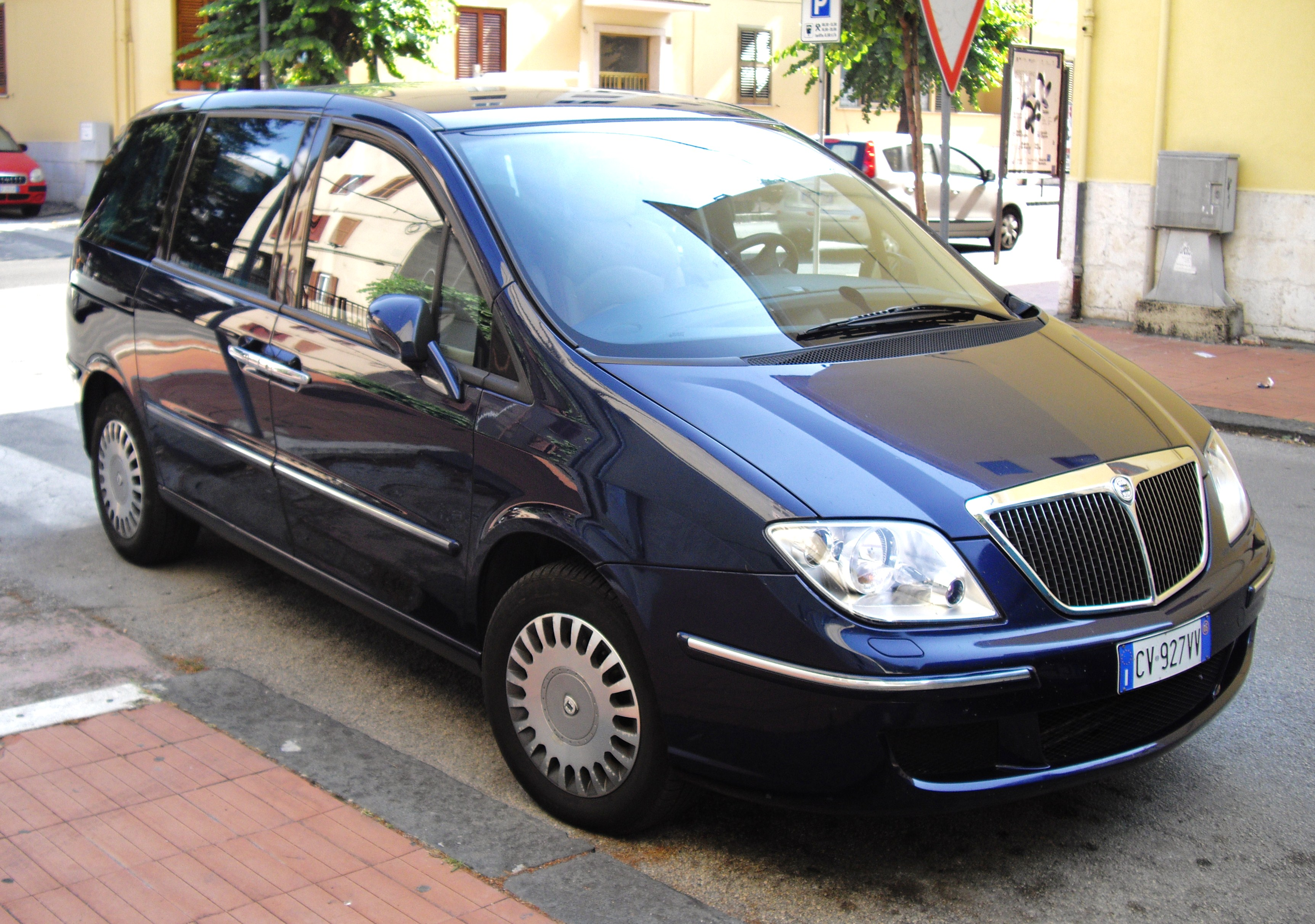

- Argento
- Oro
- Platino

### Silniki benzynowe
- 2.0 100 kW (136 KM)
- V6 3.0 150 kW (204 KM)

### Silniki diesla
- 2.0 JTD 80 kW (109 KM)
- 2.2 JTD 94 kW (128 KM)
- 2.0 Multijet 88 kW (120 KM) lub 100kW (136 KM)
- 2.2 Multijet Biturbo 125 kW (170 KM)

Wszystkie silniki są konstrukcjami koncernu PSA.